# Ragnhild Sundby
Ragnhild Andrine Sundby (6 de junio de 1922 - 29 de noviembre de 2006) fue una zoóloga noruega especializada en entomología. Fue la primera profesora de la Facultad de Agricultura de Noruega .  

## Primeros años y educación
Sundby, hija de Halvor Sundby (un granjero) y Wilhelmine Stokke, creció en una granja en Hof, en el condado de Vestfold, en el sur de Noruega. Después de aprobar su examen de matriculación escolar en 1944, asistió por primera vez a la Escuela Nacional de Gimnasia (Statens gymnastikkskole) y luego estudió zoología en la Universidad de Oslo, donde se graduó en 1951. Inmediatamente recibió una beca del Consejo Noruego de Investigación en Ciencias y Humanidades para investigar las causas de las violentas fluctuaciones en las poblaciones de polillas mineras. En 1955 obtuvo un puesto como asistente de investigación en la Universidad de Oslo. En 1958, obtuvo un doctorado por una disertación que concluía que las fluctuaciones de las poblaciones de polillas mineras se debían principalmente a las avispas parásitas. 

## Carrera
Gracias a su doctorado, en 1958 fue nombrada profesora titular de la Facultad de Agricultura de Noruega, donde se le encargó la ampliación del Departamento de Zoología. En 1969, fue ascendida a profesora titular, la primera mujer en ocupar ese puesto en la universidad. En 1987, se convirtió en la primera mujer vicerrectora. En 1959, Sundby pasó 15 meses en la Universidad de California trabajando con Paul DeBach, un experto en medios biológicos (en lugar de químicos) de control de insectos. Juntos estudiaron los efectos de las avispas parásitas sobre diversas plagas de insectos. Su trabajo condujo a Desplazamiento competitivo entre homólogos ecológicos (1963), que concluyó que dos o más especies con requisitos ecológicos similares no pueden vivir juntas. Cuando Sundby regresó a Noruega en 1960, su interés por el control biológico pasó cada vez más de la investigación a la conservación, mientras presentaba propuestas de alternativas al control químico.  Sundby presidió la Sociedad Entomológica Noruega dos veces: de 1954 a 1959 y de 1964 a 1967. También se involucró en temas ambientales. De 1972 a 1978 presidió la Sociedad Noruega para la Conservación de la Naturaleza (Norges Naturvernforbund) y de 1974 a 1989 fue miembro del Statens naturvernråd (Consejo de Protección Natural). 

## Publicaciones Seleccionadas
- Sundby, Ragnhild (1957). The parasites of Phyllocnistis labyrinthella Bjerk and their relation to the population dynamics of the leaf miner. John Griegs boktrykkeri.
- Sundby, Ragnhild; DeBach, Paul (1963). Competitive displacement between ecological homologues. Hilgardia, Vol 34, No. 5. pp. 105-166.
- Sundby, Ragnhild; Taksdal, Gudmund (1969). Surveys of parasites of Hylomyia brassica, and H. floralis in Norway. Norsk entomologisk tidsskrift, No. 16. pp. 97-106.
- Sundby, Ragnhild (1970). Insekter: Oversikt over norske insektgrupper (en norwegian). Universitetsforlaget.
- Sundby, Ragnhild, ed. (1976). Rapport fra Nordisk Råds utvalg for biologisk bekjemping av skadedyr (NUBBS) (en norwegian). Nordisk Råd.